# Birly Ede Flórián
Birly Ede Flórián (Hódság, 1787. december 6. – Pest, 1854. november 25.) orvos, szülész, egyetemi tanár és királyi tanácsos.

## Munkái
- Dissertatio inaug. medica de epilepsia. Viennae. 1814.